# La Directive Janson
La Directive Janson (The Janson Directive) est un roman d'espionnage de Robert Ludlum publié à titre posthume en 2002 aux États-Unis.
Le roman est traduit et paraît en 2006 en France.

## Résumé
Paul Janson est un ancien Navy SEAL et également ancien agent secret pour les Opérations consulaires. Il est hanté par ses souvenirs de la guerre du Viêt Nam où son commandant Alan Demarest était un psychopathe qui torturait et contre lequel il s'était soulevé en emportant avec lui les preuves de ses crimes. Alan Demarest avait été condamné à mort. Aujourd'hui, Paul Janson est consultant en sécurité d'entreprise, tant demandé qu'il peut se permettre de choisir ses contrats.
Alors qu'il attend son avion, Janson est approché par une femme mystérieuse qui lui demande de sauver son patron : Peter Novak, prix Nobel de la paix et milliardaire philanthrope. Ce dernier a été enlevé par un groupe révolutionnaire qui menace de l'exécuter.
Pour payer sa dette de guerre, Janson accepte la mission et, lorsque les choses tournent mal (Peter Novak est assassiné), le gouvernement américain lui fait porter la responsabilité et le déclare, par directive, au-delà de récupération.
Condamné par ses anciens collègue, Janson doit découvrir qui veut lui faire porter la responsabilité de la mort de Novak, découvrir le lien avec les meurtres d'hommes politiques américains et une étrange conspiration qui menace l'ordre mondial.